# Mim becut ocel·lat
El mim becut ocel·lat (Toxostoma ocellatum) és un ocell de la família dels mímids (Mimidae).

## Hàbitat i distribució
Habita boscos subtropicals de les muntanyes de Mèxic, des de Guanajuato i Hidalgo, cap al sud, a través de Puebla i oest de Veracruz fins al centre d'Oaxaca.